# پل جی وایتز
پل جی وایتز (به انگلیسی: Paul Joseph Weitz) فضانورد اهل ایالات متحده آمریکا است که در ۲۵ ژوئیهٔ ۱۹۳۲ میلادی در ایری، پنسیلوانیا زاده شد. وی در مأموریت اسکای‌لب ۲، اس‌تی‌اس-۶ حضور داشته است.